# Enteroklysma

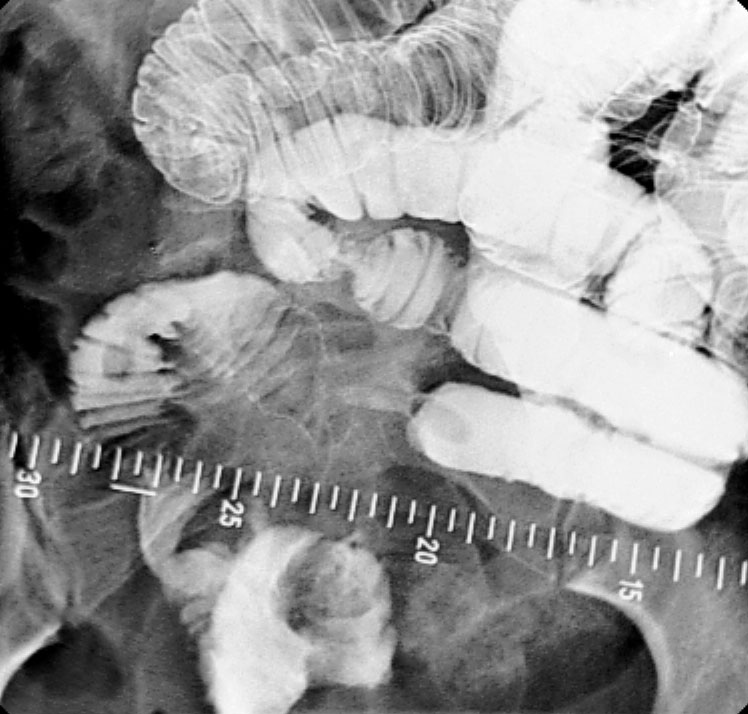
Enteroklysma nach Sellink bei Morbus Crohn mit Darstellung einer Stenose im Ileum

Ein Enteroklysma (antegrader Kontrasteinlauf, Dünndarmdoppelkontrastuntersuchung nach Sellink) nach Sellink bzw. Antes ist eine Doppelkontrastdarstellung des Dünndarms mittels Röntgenaufnahmen. Sie wurde von J. L. Sellink 1971 beschrieben und ersetzt seither weitgehend die früher übliche Barium-Mahlzeit.
Zunächst wird über eine nasojejunale Sonde ein positives Kontrastmittel (KM) zur Flexura duodenojejunalis (Übergang vom Zwölffingerdarm zum Leerdarm) gebracht. Das Kontrastmittel besteht aus wasserunlöslichem Bariumsulfat. Mit einem zweiten, wässrigen, negativen Kontrastmittel (Methylcellulose) wird die Bariumsulfatsäule durch den gesamten restlichen Dünndarm vorangetrieben. Durch diese Doppelkontrastierung stellt sich das Darmlumen transparent dar, während das Bariumsulfat an den Darmwänden anliegt und diese dadurch begutachtet werden können. Es werden dabei die Lumenweite und das Faltenrelief (Kerckring-Falten) begutachtet sowie Füllungsdefekte, Pelotteneffekte, Verziehungen und Distanzierungen der Darmschlingen zueinander sowie Veränderungen in der Umgebung der Darmschlingen (Fisteln etc.) und Motilitätsstörungen (Hyper- oder Hypomotilität) erfasst. Des Weiteren wird auch die Darmwanddicke beurteilt, die im Dünndarm 2 mm nicht überschreiten sollte.
Zu den Indikationen dieser Untersuchung zählen neben den chronischen entzündlichen Darmerkrankungen und deren Komplikationen (Fistelung, Abszedierungen, Darmverziehungen und Stenosen) auch Mobilitätsstörungen, Divertikelnachweis und die Erfassung tumoröser Wandveränderungen.
Zur Untersuchung muss der Patient nüchtern sein (kein Essen, Trinken oder Rauchen). Kontraindiziert ist die Dünndarmpassage nach Sellink bei Verdacht auf einen Ileus, bei Paralyse sowie bei Verdacht auf Perforation und 14 Tage vor und nach einer Bauch-Operation. Diese Kontraindikationen leiten sich überwiegend von der Wahl des Kontrastmittels Bariumsulfat ab. Würde das unlösliche Bariumsulfat nach intraperitoneal (in die Bauchhöhle) gelangen, so würde dies zu einer höchst gefährlichen Bariumperitonitis führen, die – so sie überhaupt überlebt wird – massive Verklebungen zwischen Darm und Peritoneum sowie auch der Darmschlingen untereinander mit entsprechender Behinderung der Darmperistaltik hinterlässt.

## MRT-Enteroklysma

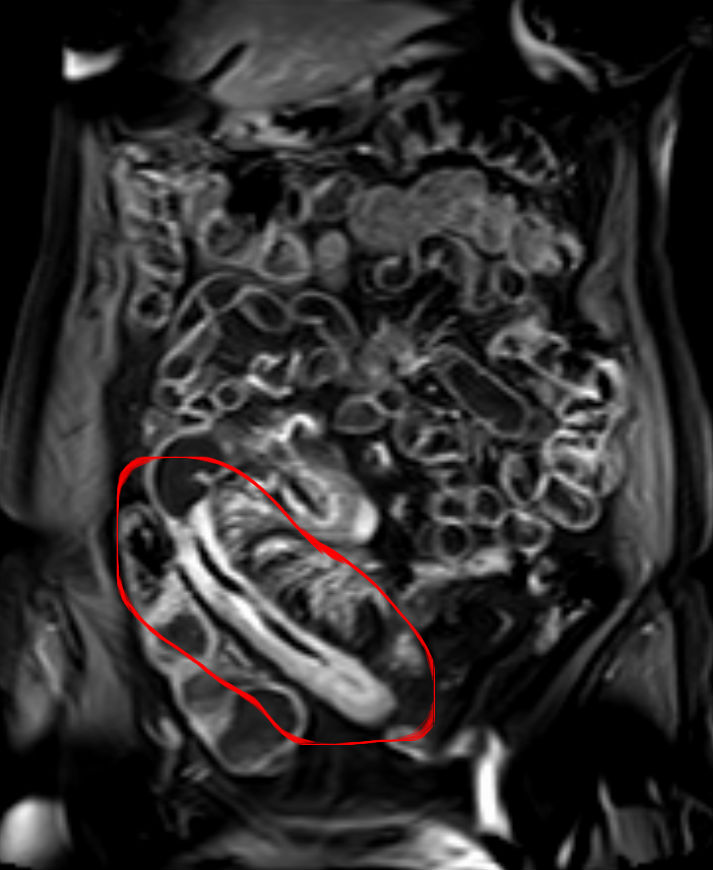
MR-Enteroklysma bei Morbus Crohn: Deutliche Wandverdickung und Kontrastmittelaufnahme im befallenen Darmabschnitt

Alternativ zum klassischen Enteroklysma kann heute für viele Indikationen das MRT-Enteroklysma eingesetzt werden. Auch hier wird der Dünndarm vor der eigentlichen MRT-Untersuchung über eine Sonde gefüllt. Vorteile sind die fehlende Strahlenbelastung bei der Untersuchung selbst (für die Platzierung der Sonde im Zwölffingerdarm wird meist eine Röntgenkontrolle verwendet) und die Vermeidung von Barium zugunsten von anderen unkritischen Flüssigkeiten. Auch kann mit der Gabe von intravenösen Kontrastmitteln eine Zusatzinformation z. B. zum Aktivitätsgrad einer Entzündung gewonnen werden.